# Miane
Miane település Olaszországban, Veneto régióban, Treviso megyében. Lakosainak száma 3118 fő (2023. január 1.). Miane Follina, Valdobbiadene, Farra di Soligo és Mel községekkel határos.

## Népesség
A település népességének változása:
| Lakosok száma | 3312 | 3280 | 3118 |
|               | 2017 | 2018 | 2023 |